# Demonax longevittatus
Demonax longevittatus là một loài bọ cánh cứng trong họ Cerambycidae.